# Takayanagi Issei
Issei Takayanagi (高柳 一誠 Takayanagi Issei, sinh ngày 14 tháng 9 năm 1986 ở Yokohama) là một cầu thủ bóng đá người Nhật Bản hiện tại thi đấu cho Renofa Yamaguchi.

## Thống kê sự nghiệp
Cập nhật đến ngày 23 tháng 2 năm 2017.
| Thành tích câu lạc bộ | Thành tích câu lạc bộ | Thành tích câu lạc bộ | Giải vô địch | Giải vô địch | Cúp                   | Cúp                   | Cúp Liên đoàn | Cúp Liên đoàn | Châu lục | Châu lục  | Tổng cộng | Tổng cộng |
| Mùa giải              | Câu lạc bộ            | Giải vô địch          | Số trận      | Bàn thắng    | Số trận               | Bàn thắng             | Số trận       | Bàn thắng     | Số trận  | Bàn thắng | Số trận   | Bàn thắng |
| Nhật Bản              | Nhật Bản              | Nhật Bản              | Giải vô địch | Giải vô địch | Cúp Hoàng đế Nhật Bản | Cúp Hoàng đế Nhật Bản | Cúp Liên đoàn | Cúp Liên đoàn | AFC      | AFC       | Tổng cộng | Tổng cộng |
| --------------------- | --------------------- | --------------------- | ------------ | ------------ | --------------------- | --------------------- | ------------- | ------------- | -------- | --------- | --------- | --------- |
| 2004                  | Sanfrecce Hiroshima   | J1 League             | 3            | 0            | 0                     | 0                     | 1             | 1             | -        | -         | 4         | 1         |
| 2005                  | Sanfrecce Hiroshima   | J1 League             | 6            | 0            | 0                     | 0                     | 1             | 0             | -        | -         | 7         | 0         |
| 2006                  | Sanfrecce Hiroshima   | J1 League             | 13           | 0            | 1                     | 0                     | 5             | 0             | -        | -         | 19        | 0         |
| 2007                  | Sanfrecce Hiroshima   | J1 League             | 21           | 0            | 5                     | 1                     | 8             | 0             | -        | -         | 34        | 1         |
| 2008                  | Sanfrecce Hiroshima   | J2 League             | 24           | 0            | 4                     | 2                     | -             | -             | -        | -         | 28        | 2         |
| 2009                  | Sanfrecce Hiroshima   | J1 League             | 26           | 3            | 2                     | 1                     | 5             | 1             | -        | -         | 33        | 5         |
| 2010                  | Sanfrecce Hiroshima   | J1 League             | 17           | 0            | 2                     | 0                     | 3             | 0             | 5        | 1         | 27        | 1         |
| 2011                  | Sanfrecce Hiroshima   | J1 League             | 0            | 0            | 0                     | 0                     | 0             | 0             | -        | -         | 0         | 0         |
| 2012                  | Consadole Sapporo     | J1 League             | 0            | 0            | 0                     | 0                     | 0             | 0             | -        | -         | 0         | 0         |
| 2013                  | Vissel Kobe           | J2 League             | 4            | 0            | 1                     | 0                     | -             | -             | -        | -         | 5         | 0         |
| 2014                  | Vissel Kobe           | J1 League             | 4            | 0            | 0                     | 0                     | 1             | 0             | -        | -         | 5         | 0         |
| 2014                  | Roasso Kumamoto       | J2 League             | 16           | 0            | -                     | -                     | -             | -             | -        | -         | 16        | 0         |
| 2015                  | Roasso Kumamoto       | J2 League             | 35           | 0            | 1                     | 0                     | -             | -             | -        | -         | 36        | 0         |
| 2016                  | Roasso Kumamoto       | J2 League             | 26           | 1            | 1                     | 0                     | -             | -             | -        | -         | 27        | 1         |
| Tổng cộng sự nghiệp   | Tổng cộng sự nghiệp   | Tổng cộng sự nghiệp   | 195          | 4            | 17                    | 4                     | 24            | 2             | 5        | 1         | 242       | 11        |